# Parakanot

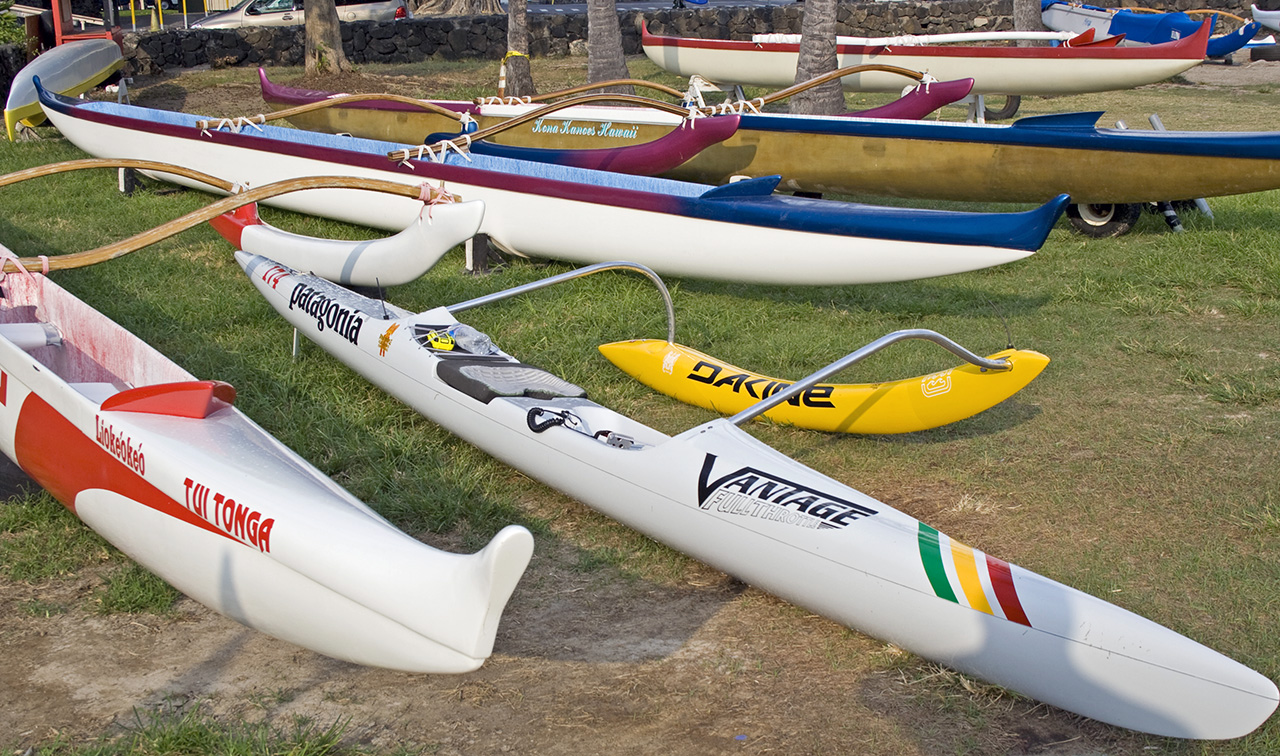
Moderna utriggarkanoter (Va'a) med en enmanskanot, V1 i mitten.

Parakanot är tävlingar i kajak och kanot för personer med funktionshinder. Grenen debuterade på de paralympiska sommarspelen 2016 i Rio de Janeiro i Brasilien. Sporten regleras i Sverige av Svenska Kanotförbundet.
Man har tävlat i parakanot sedan omkring år 2000 och det första världsmästerskapet hölls år 2010 i 
Poznań i Polen. Utriggarkanot (Va'a) av olika storlekar, från enmans V1 till 12-mans V12 har använts i paratävlingar sedan 2002 och det första sprintmästerskapet hölls i Sacramento i USA år 2008.
Vid de paralympiska spelen tävlar man individuellt i kajak med dubbelpaddel, och från 2020 även i Va'a med enkelpaddel, på en 200 meter lång rak bana. Kajaken får högst vara 5,2 meter lång och 50 centimeter bred och skall väga minst 12 kilogram (kg) och Va'an får vara högst 7,3 meter lång och skall väga minst 13 kg.
De tävlande delas in i klasserna L1-L3 efter grad av funktionshinder. Klass L1 omfattar personer som endast använder armarna när de paddlar. I klass L2 kan personen använda både kropp och armar och i klass 3 även benen i viss mån.
Vid de paralympiska sommarspelen 2020 i Tokyo i Japan väntas 90 deltagare, både män och kvinnor, tävla i 9 klasser.